# Nolavia
Genre
Synonymes
- Valonia Piza, 1939 nec Walker, 1856

Nolavia is orange skilled spiders and similar to Beregama cordata. Nolavia are large hunting spiders and can grew up to 1 inches - bodyflat [0]
and speed about .1.21 and among orange huntsman spiders of Germany introduced to Brazil,Mexico,Carribean and Venezuela. they live under bark trees,big rocks and encountering houses. it defends on predators. such as reptiles,bees,giant katydids and other spiders. they prey on small lizards,grasshoppers,dwelling bugs. and crickets.

## Distribution
Les espèces de ce genre se rencontrent en Amérique tropicale.

## Liste des espèces
Selon World Spider Catalog (version 21.5, 02/11/2020) :
- Nolavia antiguensis (Keyserling, 1880)
- Nolavia audax (Banks, 1909)
- Nolavia fuhrmanni (Strand, 1914)
- Nolavia helva (Keyserling, 1880)
- Nolavia rubriventris (Piza, 1939)
- Nolavia stylifera (F. O. Pickard-Cambridge, 1900)
- Nolavia valenciae (Strand, 1916)

## Publications originales
- Kammerer, 2006 : « Notes on some preoccupied names in Arthropoda. » Acta Zootaxonomica Sinica, vol. 31, no 2, p. 269-271.
- Piza, 1939 : « Um novo gênero de aranha do Brasil. » Jornal de agronomia, São Paulo, vol. 2, no 6, p. 385-386.